# Vlag van Tartumaa

Vlag van Tartumaa

De vlag van Tartumaa, een provincie van Estland, bestaat net als alle vijftien andere Estische provincievlaggen uit twee even hoge banen van wit en groen met het provinciewapen op het midden van de witte baan. Groen staat voor de natuur in Estland. Ook toen werd gekozen voor een unieke en als zodanig direct herkenbare provincievlag. De vlag is, net als alle andere provincievlaggen, vastgelegd door toenmalig president Konstantin Päts: dit gebeurde op 25 september 1996. De hoogtelengte verhouding van de vlaggen is 7:11; bij een vlag van 105 bij 165 centimeter is de hoogte van het wapen 40 centimeter.
Het provinciewapen op het midden van de witte baan van de vlag bestaat uit een linksschuin gedeeld schild door drie witte gegolfde lijnen op blauw; boven op blauw een gele zespuntige ster en onder op groen een gele eikentak met drie bladen en twee eikels.
Het wapen werd in 1937 aangenomen en is een modificatie van eerdere ontwerpen (1930). De ster staat voor de universiteit van Tartu en voor de verspreiding van het onderwijs over het land, dat vanuit Tartu is begonnen. De universiteit werd in 1632 gesticht door de Gustaaf II Adolf van Zweden, vandaar de kleuren geel en blauw. De eikentak staat voor de lokale eikenbossen. De golvende lijnen staan voor de Emajõgi, die door de stad Tartu en het gehele gebied stroomt. De Emajõgi is de enige bevaarbare rivier van Estland en stroomt van het Võrtsmeer naar het Peipsimeer.